# Miquel Parera
Miquel Parera Pizà (Manacor, Baleares, 18 de mayo de 1996) es un futbolista español que juega de portero en el Racing Club de Ferrol de la Primera Federación.

## Trayectoria
Formado en las canteras del Valencia C. F. debutó como sénior en el R. C. Mallorca "B" de la Segunda División B el 31 de agosto de 2014 frente al Alcoyano.
En 2017 pasó a formar parte del primer equipo y el 11 de septiembre de 2018 hace su debut como profesional en Copa del Rey frente al Real Oviedo. El 4 de noviembre de 2018 debutó en Segunda División también frente al Oviedo.
A final de temporada el club disputa los playoffs de ascenso a Primera División, logrando el ascenso a Primera tras superar en la última eliminatoria al Deportivo de La Coruña.

### Racing
En junio de 2021 abandonó el R. C. D. Mallorca para jugar en el Racing de Santander, equipo con el que consiguió ascender a Segunda División esa misma temporada. Estuvo cuatro años y en julio de 2025 se unió al Racing Club de Ferrol.

## Clubes
Actualizado a 4 de julio de 2025.
| R. C. D. Mallorca "B" · España                                                                                                 | 2.ª B         | 2014-15       | 3   | 5  | 1,67 | —  | —  | — | — | 3   | 5   | 1,67 |
| R. C. D. Mallorca "B" · España                                                                                                 | 2.ª B         | 2015-16       | 0   | 0  | 0    | —  | —  | — | — | 0   | 0   | 0    |
| R. C. D. Mallorca "B" · España                                                                                                 | 2.ª B         | 2016-17       | 18  | 17 | 0,94 | —  | —  | — | — | 18  | 17  | 0,94 |
| R. C. D. Mallorca "B" · España                                                                                                 | Total club    | Total club    | 21  | 22 | 1,05 | 0  | 0  | 0 | 0 | 21  | 22  | 1,05 |
| R. C. D. Mallorca · España | 2.ª           | 2016-17       | 0   | 0  | 0    | —  | —  | — | — | 0   | 0   | 0    |
| R. C. D. Mallorca · España | 2.ª B         | 2017-18       | 5   | 1  | 0,20 | 1  | 4  | — | — | 6   | 5   | 0,83 |
| R. C. D. Mallorca · España | 2.ª           | 2018-19       | 7   | 5  | 0,71 | 2  | 2  | — | — | 9   | 7   | 0,78 |
| R. C. D. Mallorca · España | 1.ª           | 2019-20       | 1   | 2  | 2,00 | —  | —  | — | — | 1   | 2   | 2,00 |
| R. C. D. Mallorca · España | 2.ª           | 2020-21       | 2   | 2  | 1,00 | 2  | 1  | — | — | 4   | 3   | 0,75 |
| R. C. D. Mallorca · España | Total club    | Total club    | 15  | 10 | 0,67 | 5  | 7  | 0 | 0 | 20  | 17  | 0,85 |
| Racing de Santander · España                                                                                                   | 1.ª RFEF      | 2021-22       | 31  | 23 | 0,74 | 3  | 3  | — | — | 34  | 26  | 0,76 |
| Racing de Santander · España                                                                                                   | 2.ª           | 2022-23       | 37  | 35 | 0,95 | —  | —  | — | — | 37  | 35  | 0,95 |
| Racing de Santander · España                                                                                                   | 2.ª           | 2023-24       | 1   | 2  | 2,00 | —  | —  | — | — | 1   | 2   | 2,00 |
| Racing de Santander · España                                                                                                   | 2.ª           | 2024-25       | 0   | 0  | 0    | 3  | 6  | — | — | 3   | 6   | 2,00 |
| Racing de Santander · España                                                                                                   | Total club    | Total club    | 69  | 60 | 0,90 | 6  | 9  | 0 | 0 | 75  | 69  | 0,92 |
| Total carrera | Total carrera | Total carrera | 105 | 92 | 0,88 | 11 | 16 | 0 | 0 | 116 | 108 | 0,93 |
| (1) Incluye datos de la promoción de ascenso a Segunda División. (2) Incluye datos de las eliminatorias de la Copa Federación. |               |               |     |    |      |    |    |   |   |     |     |      |